# Chaussée Brunehaut
Chaussée Brunehaut oder Chaussée Brunehault werden in Frankreich Heerstraßen genannt, die die Römer in Gallien anlegten, möglicherweise unter Benutzung älterer Verbindungen.
Die bedeutendste Chaussée Brunehaut war die von Amiens über Bavay und Liberchies nach Tongern und weiter nach Köln (die Via Belgica). Sieben als Chaussée Brunehaut bezeichnete Straßen gehen in Richtung der Verwaltungszentren der Gallia Belgica (Utrecht, Boulogne-sur-Mer, Cambrai, Soissons, Reims, Trier, Köln) von Bavay aus.
Der Name wurde sowohl von einem legendären Bavo Brunus als auch von der Frankenkönigin Brunichild (Brunehilde, Brunehaut) abgeleitet, die sich um den Unterhalt dieser Straßen gekümmert haben soll. Die belgische Gemeinde Brunehaut hat ihren Namen von der Chaussée Brunehaut von Cambrai nach Tournai erhalten, die durch die Gemeinde verläuft, und wurde erst 1977 durch Fusion von neun ländlichen Gemeinden gegründet. 

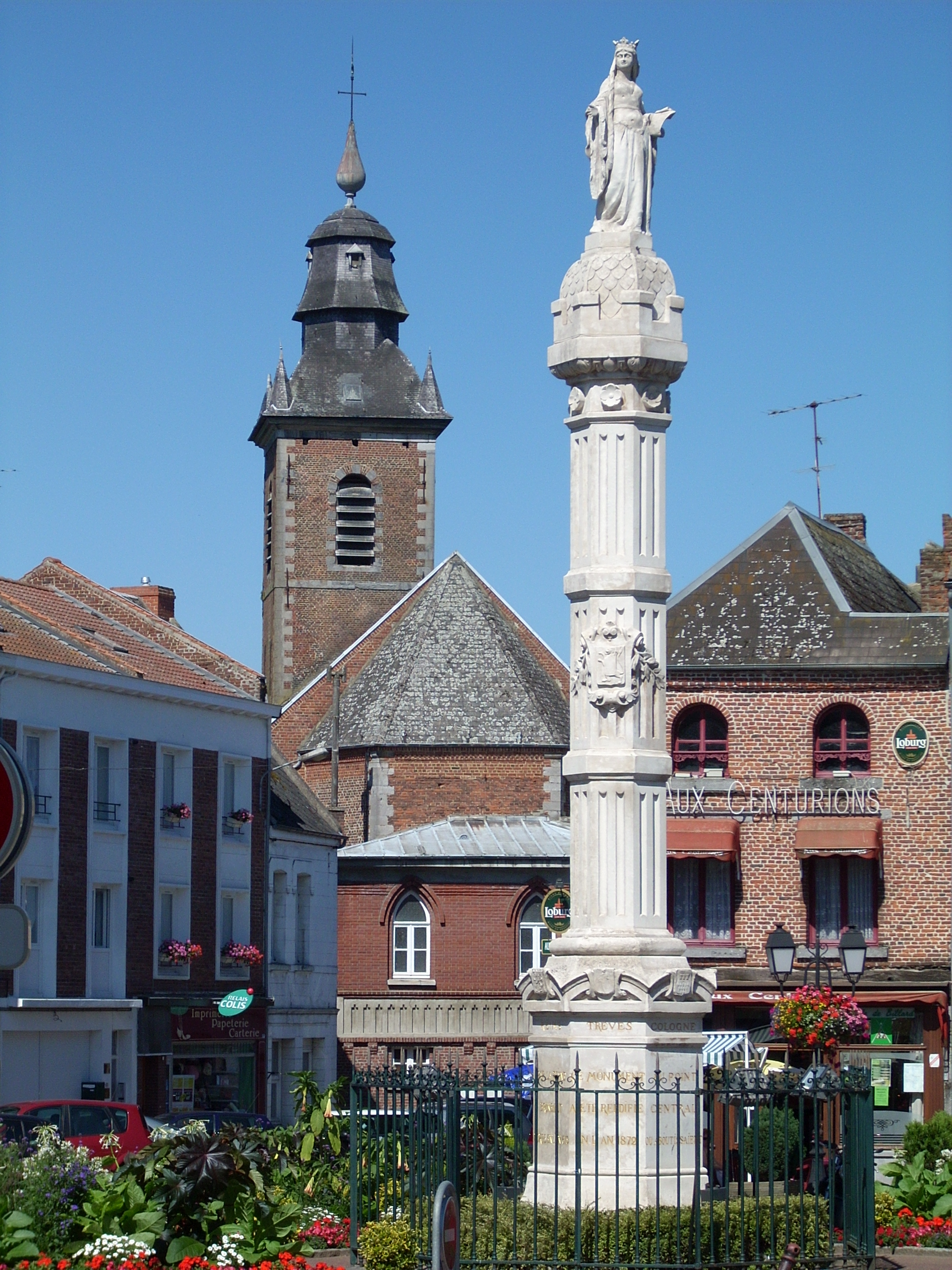
Colonne Brunehaut in Bavay

In Bavay wurde 1872 an der Stelle einer älteren Säule aus dem Jahr 1806, die wiederum wesentlich ältere Vorgänger ersetzte, eine Säule errichtet, die an die Bemühungen von Brunichild/Brunehaut um den Straßenunterhalt erinnern soll.